# D. B. Cooper
D. B. Cooper (Dan Cooperként is ismert) egy repülőgép-eltérítő, aki 1971. november 24-én 200 000 dollárral (2022-es árfolyam alapján 1 460 000 dollárral) együtt kiugrott egy Boeing 727-es repülőgépből az Amerikai Egyesült Államok Pacific Northwest része felett, valahol a Cascade-hegységnél, de lehetséges, hogy a Washington állambeli Woodlandnél.
Cooper hollétéről biztos információ nincsen. Az FBI valószínűsíti, hogy földet éréskor meghalt.

## Az eltérítés

### „Önök el vannak térítve”
Egy szerdai napon, 1971. november 24-én, a hálaadás előtti napon Dan Cooper néven beszállt egy Boeing 727-100-as repülőgépbe, a Northwest Airlines 305-ös, az oregoni Portlandi nemzetközi repülőtérről a Washington állambeli Seattle-be tartó járatára. Cooper a tanúk vallomása szerint negyvenes évei közepén járhatott, 1,78 és 1,83 m közötti magasságú volt. Fekete esőkabátot, papucscipőt, sötét öltönyt, elegáns, fehér galléros pólót, fekete nyakkendőt, fekete napszemüveget és gyöngyház nyakkendőtűt viselt.
Miután a repülő felszállt Portlandből, a gép hátulján, a 18C helyen ülő Cooper egy fiatal utaskísérőnek, Florence Schaffnernek, aki a hátsó ajtóhoz csatolt széken ült, átnyújtott egy borítékot. Az utaskísérő - gondolván, hogy a telefonszáma van benne - a zsebébe csúsztatta. Cooper erre azt mondta: „Hölgyem, jobban meg kéne nézni azt a papírt. Bomba van nálam.” A borítékban az alábbi üzenet állt:
Bomba van az aktatáskámban. Amennyiben szükséges, használni fogom. Azt akarom, hogy ide üljön mellém. Önök el vannak térítve.
Az üzenetben ezenkívül ott voltak a követelései is: 200 000 dollár váltságdíj, jelöletlen 20 dolláros bankjegyekben, két ejtőernyő – két fő ernyő és két mentőernyő. Utasítást adott, hogy a Seattle-Tacoma reptérre megérkezzenek a gép landolásáig a kért dolgok, különben felrobbantja a gépet. Amikor az utaskísérő értesítette a pilótát, William Scottot, az egyből az irányítóközponthoz fordult segítségért, akik Seattle rendőrségét és az FBI-t is értesítették. Az FBI a Northwest Airlinesszal lépett kapcsolatba, aminek az elnöke a pilótának azt mondta, működjön együtt az eltérítővel. A pilóta utasítására az utaskísérő Cooper mellé ült, így megbizonyosodhatott a bomba létezéséről, az aktatáskában ugyanis piros hengerek, elemek, drótok voltak. Cooper arra utasította a pilótát, hogy csak akkor szállhat le a repülővel, amikor a váltságdíj már megvan. Az utaskísérő bement a pilótafülkébe Cooper üzenetét továbbítani.

### Az utasok elengedése váltságdíj fejében
A gép Seattle közelébe ért, a váltságdíjat összeszedték, a követelésnek megfelelően jelöletlen papírpénzekkel, de mindegyik 1969-ben nyomtatott, egy San Fransiscó-i bank által kiadott, L-lel kezdődő sorszámú volt. Mind a 10 000 darabot egyenként lefényképezték. A McChord légibázisról szerezték az ejtőernyőket, de ez nem volt megfelelő a géprablónak, mert ő nem katonai, hanem civil használatú ejtőernyőket akart. A helyi ejtőernyős iskolából szereztek megfelelő darabokat. 17:24-kor értesítették a repülőt, hogy minden készen áll a landolásra. 17:39-kor leszállt a gép. Cooper egy félreeső helyre vezettette a gépet, majd az utastér elsötétítését kérte, hogy a rendőrök kívülről ne tudják őt felismerni. Egy embert kért, aki odaadja neki a váltságdíjat és az ernyőket. A Northwest Orient Airlines egyik alkalmazottja hajtotta végre a feladatot, a hátsó ajtón bement a gépbe, és Mucklow utaskísérőnek adta át a kért dolgokat. A 36 utas és Schaffner elhagyhatta a gépet, de a pilóta, a másodpilóta, a fedélzeti mérnök és Mucklow nem kapott erre engedélyt.
Az FBI próbált rájönni Cooper tervére, feltételezték, hogy esetleg bűntársai is vannak a gépen, és nekik kell a másik három ejtőernyő. Eddig azonban még senki sem hajtott végre ejtőernyős ugrást kereskedelmi repülőgépről. Egy FAA-alkalmazott szeretett volna felmenni a repülőgép fedélzetére tájékoztatni Coopert a repülőgép-eltérítés következményeiről, de az nem engedte őt beszállni. A tankolás közben műszaki hiba lépett fel, a folyamat lelassult. Coopernek kezdett gyanús lenni, amikor még 15 perc múlva is tankoltak, ekkor ismét robbantással fenyegetőzött, így felgyorsították a munkát, ahogy csak tudták.